# Hannskarl Bandel
Hannskarl Bandel (Dessau, Alemania, 2 de mayo de 1925 - Aspen, Colorado, Estados Unidos, 29 de diciembre de 1993) fue un ingeniero de caminos, canales y puertos germano-estadounidense especializado en estructuras.
Su padre era arquitecto propietario de una constructora, y su madre procedía de la familia Brechtel, que poseía la constructora alemana del mismo nombre, fundada en 1883 por Johannes Brechtel. Por ello, la ascendencia de Bandel pudo ser un factor determinante en la elección de sus estudios de ingeniería en la Universidad Técnica de Berlín. Tras trabajar en la industria alemana del acero, se trasladó a Estados Unidos una vez acabada la Segunda Guerra Mundial sin dinero, y con dos maletas llenas de libros, con la ilusión del diseño de puentes colgantes. Tres años después de unirse a la firma neoyorquina de ingeniería de Fred Severud, se convirtió en su socio.
Con Severud contribuyó en las estructuras de varios proyectos arquitectónicos:
- Las torres de Marina City
- El Toronto City Hall
- La sede central de la Fundación Ford
- El Centro John F. Kennedy para las Artes Escénicas
- La Catedral de Cristal
- El Puente Sunshine Skyway
- La cubierta del Madison Square Garden.

- Datos: Q90103